# 脱獄ごっこ
『脱獄ごっこ』（だつごくごっこ）は、UUUMにより配信されたスマートフォン向けゲームアプリ。サービス期間は2019年6月25日 - 2023年11月9日。基本プレイ無料（アイテム課金制）。
人狼ゲームと脱出ゲームを組み合わせた非対称対戦型のオンラインマルチプレイゲームである本作は、UUUMとまいぜんシスターズの企画により開発され、ベータテストを実施した後に配信された。
事実上の後継アプリとなる『脱獄ごっこ PRO』についても本項で扱う。

## 沿革
2019年
- 6月25日 -  ベータテスト開始。
- 7月 - 対戦形式「デュオ」が追加。
- 9月 - 正式リリース。シーズン1開始。
- 10月11日 - 100万ダウンロードを達成。

2020年
- 3月3日 - 200万ダウンロードを達成。
- 5月29日 - 300万ダウンロードを達成。
- 9月7日 - 400万ダウンロードを達成
- 12月24日 - 500万ダウンロードを達成。

2021年
- 4月28日 - 600万ダウンロードを達成。
- 9月6日 - 700万ダウンロードを達成。
- 11月18日 - 800万ダウンロードを達成。

2022年
- 2月18日 - シーズン7開幕、ゲーム内通貨「Dコイン」が追加。
- 4月13日 - 900万ダウンロードを達成。
- 4月22日 - ギフト機能が追加。
- 5月18日 - シーズン8・生徒対先生開幕。
- 5月20日 - Dコイン無料配布。
- 7月15日 - 5vs5新マップ追加。
- 8月12日 - シーズン9・海猫対海忍開幕。
- 8月25日 - 1000万ダウンロード突破、1000万ダウンロード記念レイドボスイベント開始。

2023年
- 7月18日 - サービス終了および課金機能の停止を発表。
- 11月9日 - サービス終了。

## 制作

### 背景
本作の開発者であるUUUMの戸塚友は「ファミ通App」とのインタビューの中で、人づてに聞いた話として、『チャリ走』とHIKAKINのコラボレーションなどから同社所属のクリエイターのゲームに需要があることに気づいたことがきっかけで、2014年からゲームアプリの配信を行っていたという。また、この当時はゲーム実況の可否やメーカーへの許諾の要否などの判断が難しかったことも影響していると戸塚は話している。戸塚によると、当初UUUMは自社配信すれば儲かると考えていたが、クリエイターのファンというターゲットを越えた利益を出すのは厳しかったといい、実際ヒットしたのも『青鬼オンライン』といった既存のヒット作の派生作品だった。

### 開発
戸塚は2018年にUUUMに入社した初めてのゲームプログラマーであり、もともとゲームを作りたいと考えていたUUUM所属のクリエイターまいぜんシスターズから、マネージャーを通じてオファーを受けた。まいぜんシスターズにとって初めてのゲーム開発であるため、当初はスモールステップとして小規模なシンプルゲームを想定していた。一方、UUUMは『青鬼オンライン』の経験から大規模な作品のほうが売れるだろうと考えていたため、戸塚の提案で非対称型対戦アクションゲームとなった。その後、まいぜんシスターズから本作の根幹となる企画が提出された。
戸塚は彼らについて、「日本一のゲームを作りたい！」という夢を持っていることに加え、YouTubeへの動画投稿を通じてユーザーのことを観察しており、一般ユーザーの目線から物事をみて、必要なものを見出すバランス感覚に優れていたと話しており、安心して一緒に仕事できたと振り返っている。
その後、まいぜんシスターズはメインで企画をしつつ、開発の初期段階の監修にも携わった。開発が進んだ段階で今のユーザーの求めているものではないということで作り直しが生じた例はあったものの、話を聞けば納得できるものだったので、もめることはなかったという。2020年の時点においても、ミーティングを通じてアイデアを提供しているという。また、ユーザーの反応はまいぜんシスターズの動画を見て判断するという。
一方プログラミングからイラストまでは戸塚がほぼすべて一人でこなしていた。戸塚は「ファミ通App」とのインタビューの中で、デザイナーを手配してもらえるかと思っていたが、そうでもなかった分、自由に作れたとも振り返っている。

## 脱獄ごっこ PRO
『脱獄ごっこ PRO』（だつごくごっこプロ）はUUUMより配信されるスマートフォン向けゲームアプリ。2022年11月17日サービス開始。基本プレイ無料（アイテム課金制）。
『脱獄ごっこ』のリニューアル版として2022年9月に発表された。AimingとUUUMの子会社のLiTMUSの共同開発。『脱獄ごっこ』のサービス終了により同作の事実上の後継アプリとなる。
グラフィックやバグの修正などの改良がされている。また、ミッション機能やキャラクターごとの性能が後に追加された。

### 沿革 （脱獄ごっこPRO）
2022年9月5日、「脱獄ごっこ3周年記念オンラインイベント」において、冬に新作『脱獄ごっこPRO』がリリースされる予定であることが発表された。11月4日に配信日が11月17日に決定したことが発表され、11月17日から配信を開始した。
2023年2月22日、新モード「バトロワ」が実装された。2023年8月1日、公式アンバサダー・カラフルピーチ考案の新モード「監獄かくれんぼ」が実装された。
2024年7月2日、Aimingが開発元としての役割を移管する形で開発より離脱、以降はLiTMUSの単独開発となる。

### 独自のモード
クラン
チャットやスタンプを使い、他のプレイヤーとコミュニケーションを取れる機能。
ゲーム実況
視点を切り替えながら観戦出来る機能。この機能に対して、開発に携わったLiTMUSの平島誠は「この機能を通じて、『脱獄ごっこPRO』のゲーム実況者が増えることを期待しています。」と語っている。
バトロワ
1チーム1人の10人10チームで戦う「ソロモード」と1チーム2人の10人5チームで戦う「デュオモード」と1チーム3人の9人3チームで戦う「トリオモード」がある。
プレイヤーはステージの宝箱を開ける・プレイヤーが倒れた時にドロップするプレゼントボックスを回収することによってアニマルアイテム（AI）を手に入れることができる。
ヨコロワ
2024年3月1日に実装されたモードであり、前述した「バトロワ」をモチーフとしている。相手を場外へ飛ばせば勝利となる。
監獄かくれんぼ
『脱獄ごっこPRO』公式アンバサダーであるカラフルピーチにより考案されたモードであり、1人の看守が3人の囚人を追いかける内容である。看守は囚人を全員ダウンさせるか時間切れに追い込むことで勝利となる。囚人は1人でも脱獄に成功することで勝利となる。脱獄に際しては、ステージ各所にある宝箱を作業場に集めて鍵を作成し、ステージ中心にある鍵穴に差し差し込んでゴールを出現させる必要がある。
看守は2種類の専用スキンを持ち、それぞれ囚人を追い詰めるためのアイテムを所持している。看守は一定時間が経過すると専用のアイテムが使用でき、囚人を見つける・ダメージを与えるなどの効果を持つが、囚人はロッカーに入ることで効果を無効化できる。また、看守は囚人の入ったロッカーを破壊することができ、入っていたロッカーを破壊された囚人は一定時間硬直する。
囚人は攻撃でダウンすると鎖を巻き付けられるが、しばらく自分で鎖を解こうとするか他の囚人に解いてもらうことで復帰することができる。囚人同士が近くにいると足が速くなり、少しずつ回復する。

## 漫画
コミカライズが『月刊コロコロコミック』（小学館）にて2022年1月号より2024年6月号まで連載。
漫画は高出なおたかが担当。コミカライズは、悪ガキで配信者の少年・ダッシュを主人公として描くストーリー。
第1話にはHIKAKINとネフライトがゲストとして登場している。同年5月号に掲載された話ではフィッシャーズも登場。
- UUUM株式会社 / LiTMUS株式会社（原作・監修）・高出なおたか（漫画）『脱獄ごっこ』小学館〈コロコロコミックス〉、既刊5巻（2024年7月26日現在）
  1. 2022年8月26日発売[26][28]、ISBN 978-4-09-143543-9
  2. 2023年2月28日発売[29]、ISBN 978-4-09-143583-5
  3. 2023年8月28日発売[30]、ISBN 978-4-09-143634-4
  4. 2024年2月28日発売[31]、ISBN 978-4-09-143689-4
  5. 2024年7月26日発売[32]、ISBN 978-4-09-149753-6